# Orden 27 de Junio
La Orden 27 de Junio es una condecoración otorgada a los educadores más destacados de Venezuela.
El presidente de Venezuela es el jefe de la orden y tiene exclusivamente la facultad de conferir la condecoración, previo informe favorable que sobre los méritos y tiempo de servicio del candidato le rinda el consejo de la orden, que está constituido por el ministro de educación y los directores de educación primaria, secundaria, superior y especial, y técnico del Ministerio de Educación de Venezuela.

## Historia
Fue creada en 1957 bajo la presidencia de Marcos Pérez Jiménez, en reemplazo de la Medalla de honor 27 de Junio creada en 1949 para recompensar méritos distinguidos y años de servicio docente. El nombre de la condecoración fue dado en memoria de la firma del Decreto de Instrucción Primaria Pública y Obligatoria hecha por el presidente Antonio Guzmán Blanco el 27 de junio de 1870.

## Clases
Comprende tres clases: 
- Primera Clase: Medalla de Oro (30 años de servicio)
- Segunda Clase: Medalla de Plata (20 años de servicio)
- Tercera Clase: Medalla de Bronce (10 años de servicio)